# Katya Lycheva
Katya Lycheva (en ruso: катя лычёва), nació el 10 de junio de 1974, fue una embajadora soviética de buena voluntad en los Estados Unidos de América en 1986. Katya también actuó en varias películas soviéticas para niños. 
El viaje de Lycheva fue la respuesta soviética a una visita realizada anteriormente a la Unión Soviética por parte de la niña estadounidense Samantha Smith, residente en el estado de Maine, de 11 años de edad, en 1983. 
Katya visitó las principales ciudades de los Estados Unidos, incluidas Nueva York, Los Ángeles y Washington, junto a una niña estadounidense de 11 años llamada Star Rowe. 
Lycheva se reunió con los alcaldes de algunas ciudades estadounidenses y con el Presidente de los Estados Unidos Ronald Reagan en la capital estadounidense, posteriormente fue publicado un libro sobre su viaje.
Dos años después de su visita a los Estados Unidos, emigró junto con su madre a París, Francia y estudió en la Sorbona, Katya regresó a la Federación de Rusia en el año 2000. Lycheva ha trabajado en las empresas rusas AvtoVAZ y United Aircraft Corporation. El programa Pryamoy efir, del canal ruso de televisión Rossiya 1, intentó localizarla en septiembre de 2016.